# Cod ZIP

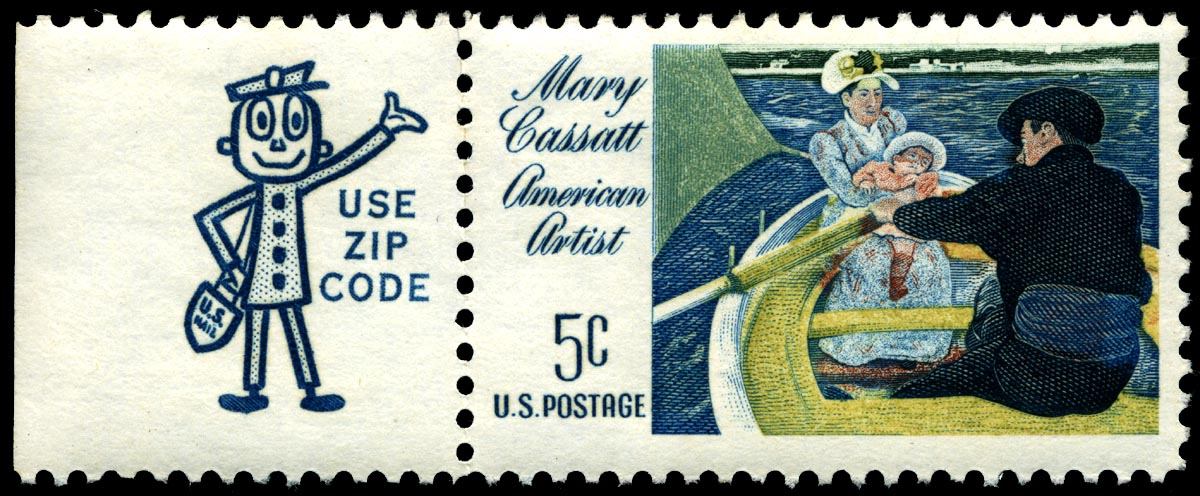
Zippy, recomandând folosirea codurilor poștale, împreună cu o pictură de Mary Cassatt.

Codurile ZIP, conform originalului, ZIP codes, reprezintă un anumit sistem de coduri poștale folosit de Serviciul Poștal al Statelor Unite (cunoscut ca USPS, de fapt United States Postal Service) din anul 1963. Termenul ZIP, un acronim pentru Zone Improvement Plan, (Plan de îmbunătățire zonală), este folosit corect cu majuscule (întrucât toate cuvintele din titlurile în limba engleză, cu excepția articolelor, prepozițiilor scurte și conjucțiilor, se scriu cu majuscule) fiind ales pentru a sugera că folosirea codurilor poștale face ca obiectele poștale să circule mult mai eficient decât în absența acestora.
Formatul inițial, de bază, consta din cinci cifre, acoperind practic toate numerele cuprinse între 00001 și 99999, folosite în formatul de cinci cifre întrucât nu reprezintă numere ci coduri poștale.  Ulterior, la începutul anilor 1980, s-a introdus un sistem extins de nouă cifre, numit codul ZIP + 4, care prezintă formatul abcde - fghi, în care fiecare literă poate fi orice cifră, incluzând desigur și cifra zero.
Termenul ZIP code a fost inițial înregistrat ca un Servicemark (similar cu o marcă înregistrată) de către United States Postal Service, dar între timp înregistrarea a expirat. 

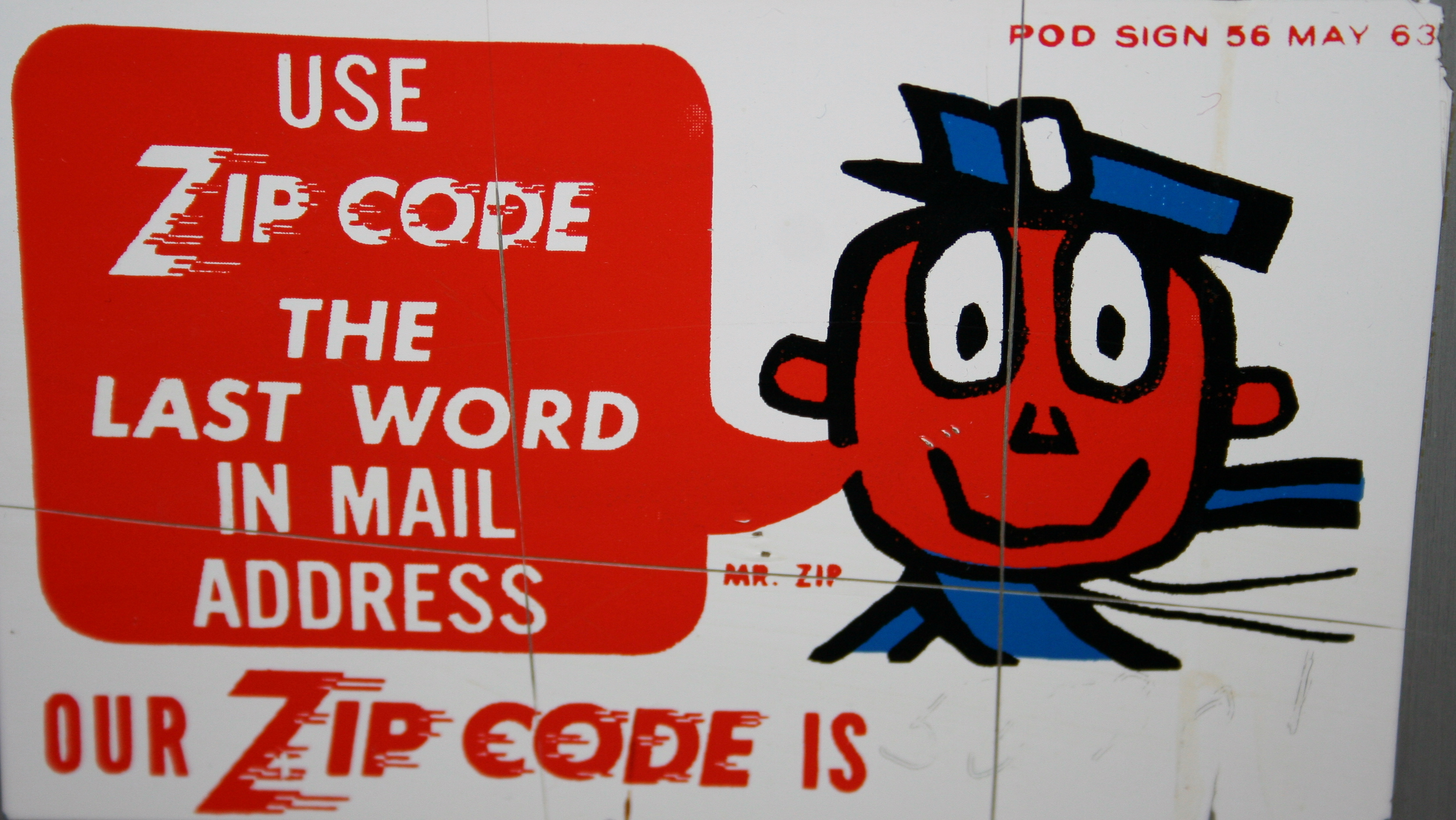
Mr. ZIP, sau Zippy, un personaj creat de USPS, promovând folosirea codurilor ZIP în timpul anilor 1960 și 1970.

### ZIP + 4

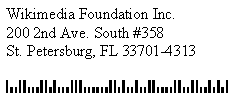
Un exemplu real de adresă care conține atât codul ZIP originar (cele cinci cifre, 33701), + 4 (cele patru cifre, 4313), cât și codul cu bare poștal (în partea de jos a imaginii).

În 1983, Serviciul Poștal al Statelor Unite a început să folosească sistemul extins de 5 + 4 cifre sau "ZIP+4", care permite o localizare mult mai precisă a adresei.

### Codul cu bare poștal
Codul cu bare poștal reprezintă o succesiune de linii verticale de lungimi diferite, care permite prelucrarea mecanică a scrisorilor și coletelor standard prin citirea adresei destinatarului (care a fost convertită anterior într-o succesiune de linii) de către un cititor optic.

## Structură și alocare

### După modul utilizării

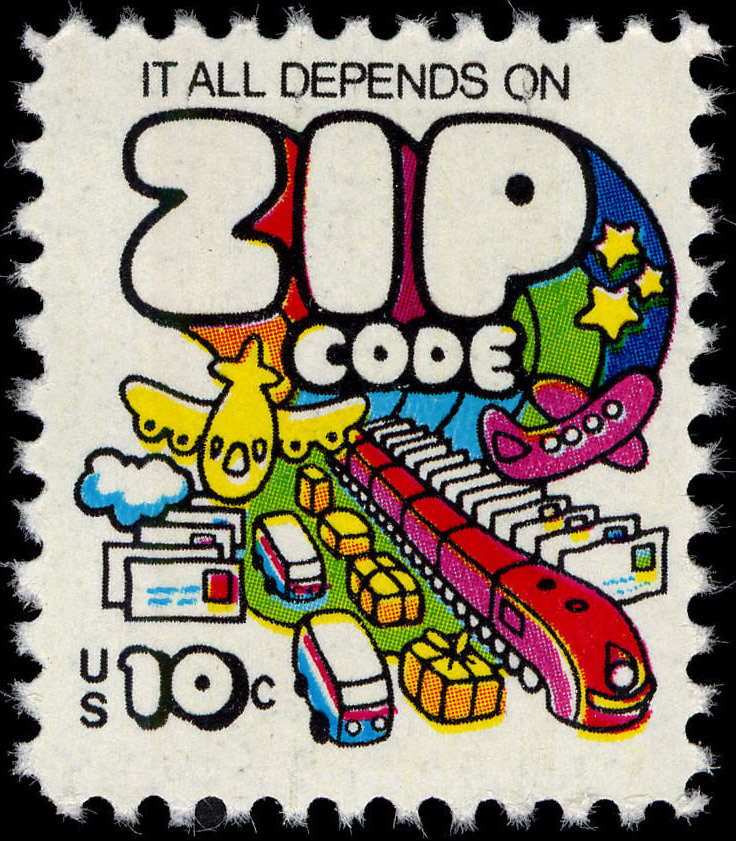
Timbru din 1973, promovând folosirea codului ZIP, "It all depends on ZIP code" - "Totul depinde de codul ZIP".

Exemplul de mai jos este unul real de folosire al codurilor ZIP din localitatea Princeton, statul  New Jersey.
- 08540 - standard (livrări în zona localității)
- 08541 - unic (compania Educational Testing Service)
- 08542 - standard (livrări în zona centrală a districtului Princeton, precum și anumite cutii poștale de tipul "post restant" - în limba engleză, PO (Post Office) boxes)
- 08543 - rezervat (doar PO boxes la oficiul poștal central)
- 08544 - unic (doar Princeton University).

#### Prefixele statale
Prima cifră din primul grup de cinci cifre este alocată după cum urmează:
- 0 ---  Connecticut (CT),  Massachusetts (MA),  Maine (ME),  New Hampshire (NH),  New Jersey (NJ), Puerto Rico (PR),  Rhode Island (RI),  Vermont (VT), Insulele Vigine (VI), Army Post Office Europe (AE), Fleet Post Office Europe (AE)
- 1 ---  Delaware (DE),  New York (NY),  Pennsylvania (PA)
- 2 ---  District of Columbia (DC),  Maryland (MD),  Carolina de Nord (NC),  Carolina de Sud (SC),  Virginia (VA),  Virginia de Vest (WV)
- 3 ---  Alabama (AL),  Florida (FL),  Georgia (GA),  Mississippi (MS),  Tennessee (TN), Army Post Office Americas (AA), Fleet Post Office Americas (AA)
- 4 ---  Indiana (IN),  Kentucky (KY),  Michigan (MI),  Ohio (OH)
- 5 ---  Iowa (IA),  Minnesota (MN),  Montana (MT),  Dakota de Nord (ND),  Dakota de Sud (SD),  Wisconsin (WI)
- 6 ---  Illinois (IL),  Kansas (KS),  Missouri (MO),  Nebraska (NE)
- 7 ---  Arkansas (AR),  Louisiana (LA),  Oklahoma (OK),  Texas (TX)
- 8 ---  Arizona (AZ),  Colorado (CO),  Idaho (ID),  New Mexico (NM),  Nevada (NV),  Utah (UT),  Wyoming (WY)
- 9 ---  Alaska (AK), Samoa americană (AS),  California (CA), Guam (GU),  Hawaii (HI), Insulele Marshall (MH), Micronezia (FM), Insulele Mariane (MP),  Oregon (OR), Palau (PW),  Washington (WA), Army Post Office Pacific (AP), Fleet Post Office Pacific (AP)